# Tibellus cucurbitus
Tibellus cucurbitus är en spindelart som beskrevs av Yang, Zhu och Song 2005. Tibellus cucurbitus ingår i släktet Tibellus och familjen snabblöparspindlar. Inga underarter finns listade i Catalogue of Life.